# アメリカ国防総省語学学校
アメリカ国防総省語学学校（アメリカこくぼうそうしょう ごがくがっこう、Defense Language Institute, DLI）は、アメリカ国防総省（DoD）の教育・研究機関である。2つの独立した組織で構成されており、国防総省、その他の連邦機関および世界中の多くの機関に対し、語学および文化に関する教育を行っている。国防総省外国語学校は、国防語学プログラムを担任しており、その主だった活動は、国防総省の要員に対する外国語教育および海外から留学生に対する英語教育である。その他の活動には、語学訓練に関する計画の立案、教育カリキュラムの開発および第二言語習得に関する研究などがある。

## 概要
国防省語学学校の主要な組織は、国防省語学学校外国語センター（Defense Language Institute Foreign Language Center, DLIFLC）と国防省語学学校英語センター（Defense Language Institute English Language Center, DLIELC）の2つである。外国語センターはカリフォルニア州モントレーのプレシディオ・オブ・モントレーに所在しており、英語センターはテキサス州ラックランド空軍基地のサンアントニオ統合基地に所在している。

### 国防省語学学校外国語センター
外国語センターの指揮官は陸軍大佐であり、副指揮官は空軍大佐である。指導部には、他に陸軍最上級曹長と文民の事務長が配置されている。外国語センターにおいては、年間を通して、約3,500名の学生に対し、24ヵ国語以上の外国語の授業が行われている。教育は、連邦休日および代休日を除き、毎週5日間、毎日6時間実施される。各課程の期間は、履修する言語の難易度に応じて、26週から64週に設定されている。外国語センターは、通信教育、電子黒板、インターネット、双方向テレビ、ポッドキャストなどの学生に支給されたデジタル音声機器やノートパソコンなどの先端技術を活用した授業を実施し、外国語教育の先駆者としての役割を担っている。

### 国防省語学学校英語センター
英語センターは、国防省英語プログラム（Department of Defense English Language Program, DELP）を運営している。2015年に第637訓練群(637th Training Group)と命名された英語センターは、その双方の指揮官を兼務する空軍大佐の指揮官および陸軍中佐の副指揮官により指揮されている。また、運用部隊指揮官には、空軍中佐が配置されている。その他の軍人の職員には、陸軍、空軍および海軍の隊員が割り当てられている。300人以上の軍属の職員には、第二言語としての英語に関する教育資格を有する教官などが配置されている。

英語センターは、英語教育プロ グラム認定協会（Commission on English Language Program Accreditation）およびアメリカ教育省の認定を受けている。
一般英語（General English）、専門英語（Specialized English）および教官育成（Instructor Development）の3つの校内教育セクションに分かれており、その教育期間は、留学生のニーズに応じ、9週間（専門英語の場合の一例）から52週間（一般英語の一例）に設定される。一般英語においては、限定的な英語能力しか有しない留学生であっても、事前に設定された英語理解力レベル（English comprehension level, ECL）に到達するまで教育が行われる。
アメリカ国内でのじ後の連接した訓練（follow-on training, FOT）が予定れている留学生は、母国において、または、語学学校の一般英語プログラムにおいて、要求される英語理解力レベルに到達していることが確認された後、専門英語訓練に参加する。専門英語プログラムにおいては、じ後の連接した訓練において必要とされる技術的用語および特定の語学能力を網羅した課程に入校する。教官養成プログラムにおいては、それぞれの母国において、英語教官またはプログラム・マネージャーとして勤務するための訓練が行われる。
例年、100か国以上の国の留学生たちが国防省語学学校に入校し、その訓練プログラムに参加しており、その参加国の多さから｢小さな国連｣の異名も持つ。留学生の訓練費用は、対外有償軍事援助（Foreign Military Sales, FMS）または国際軍事教育訓練プログラム（International Military Education and Training Programs, IMET Programs）などのアメリカが認可した支援プログラムを通じ、母国から支払われる。国防省語学学校は、海外留学生に対する訓練に加えて、英語を母国語としないアメリカ軍兵士たちに対する英語教育も行っている。
ラックランド空軍基地（Lackland AFB）の南西区画に所在する英語センターには、教育を効果的に行うために必要な施設や器材が備えられている。学生は、最新式の教場から徒歩圏内にある、快適に居住できる現代的な宿泊施設（lodging）に居住できる。課業日には、通常、6時間の教育が行われる。一部の教育は、コンピューターを利用できる語学教室（computer-based language laboratory）で実施される。すべての留学生は、さまざまなマルチメディア・ソフトウェアが閲覧可能であり、図書館も併設されている学習センター（learning center）を利用できる。
留学生は、留学生相互またはアメリカ学生とのスポーツイベントに参加して、異文化交流を経験できる。また、国防省語学学校が行う校外教育プログラム（Field Studies Program）にも参加できる。さらに、AMIGO（American Members of International Goodwill to Others）と呼ばれる国防省語学学校留学生支援プログラムを通じ、アメリカ軍人および地域住民のボランティアとの交流も深めることができる。留学生は、国防省語学学校への入校でアメリカ人と初めて接する場合が多いが、AMIGOプログラムは、留学生がアメリカの生活様式をより良く理解し、アメリカ人の文化および習慣の多様性を学ぶための機会を提供している。 

## 歴史
国防省語学学校外国語センター（Defense Language Institute Foreign Language Center, DLIFLC）の起源は、アメリカの第二次世界大戦参戦前夜までさかのぼる。サンフランシスコのプレシディオにある非公開の学校が設立され、アメリカ陸軍による日本語教育が開始された。その教育は、1941年11月1日、クリッシー・フィールドにあった使われていない航空機用格納庫で、4名の教官により60名の学生に対して開始された。主に西海岸に住んでいた日系アメリカ人の二世であった学生たちは、アメリカで教育を受けていたことから、両親から日本語を学んでいたものの、その日本語力は限定的であった。その他の学生には、「帰米二世」と呼ばれる日本で教育を受けたために日本人と同じように日本語を話せる日系人や、日本に居住した経験のある2名の白人学生もいた。ニセイ（二世）ホールは、他のいくつかの建物と並んで、その学校の「アメリカの侍」展で栄誉を受けた初代学生たちを記念して名付けられた建物である。
戦時中、その学校は、陸軍情報部語学学校（Military Intelligence Service Language School, MISLS）と呼ばれるようになり、劇的な成長を遂げた。1942年、西海岸の日系アメリカ人が日系人収容所に移動させられると、語学学校は、ミネソタ州キャンプ・サベージの施設に一時的に移転した。1944年、学校の規模が拡大し、施設が手狭になったため、近傍のフォート・スネリングに移設された。戦時中およびそれに続く日本占領の間、6,000名以上の卒業生が太平洋戦域で活躍した。
1946年、プレシディオ・オブ・モントレーに移設されて陸軍語学学校と改称された語学学校は、1947年から48年の冷戦時代に入ると急速に拡張された。30以上の言語や方言について、教官たちが世界中から集められた。当時の最大の語学プログラムはロシア語であり、中国語、韓国語およびドイツ語がそれに続いた。
国防省語学学校英語センター（Defense Language Institute English Language Center, DLIELC）の正式な発足は、1954年5月の第3746飛行前訓練部隊（語学）が設立され、すべての英語教育を担任したことにさかのぼる。1960年、アメリカ空軍語学学校（Language School, USAF）が発足し、その任務を引き継いだ。1966年、国防省語学学校英語学校（Defense Language Institute English Language School, DLIELS）を設立した国防総省は、その学校を陸軍の統制下においたが、学校の施設はラックランド空軍基地に残された。1976年、国防総省は、アメリカ空軍を英語学校の管理機関に指定し、国防総省語学学校英語センター（Defense Language Institute English Language Center）へと改称した。

### 冷戦時代の語学教育
1950年代、アメリカ空軍によって行われていたイェール大学、コーネル大学、インディアナ大学およびシラキュース大学との契約プログラムによる外国語教育、およびアメリカ海軍によって行われていたワシントンD.C.の海軍調査学校（Naval Intelligence School ）での外国語教育は、1963年に国防外国語プログラム（Defense Foreign Language Program）に統合された。国防省語学学校本部がワシントンD.C.に新たに設立され、元陸軍語学学校校長のジェームズ・L・コリンズ・ジュニアが初代学部長に就任した。陸軍語学学校は国防総省語学学校の西海岸支部（East Coast Branch）に、海軍調査学校の外国語部は東海岸支部（East Coast Branch）にそれぞれ改編された。大学との契約プログラムは、順次、廃止された。また、テキサス州ラックランド空軍基地の英語学校も国防総省語学学校に統合され、国防総省語学学校英語センター（DLI English Language Center, DLIELC）に改編された。
ベトナム戦争（1965〜73年）のピーク時には、国防総省語学学校における語学教育の必要性も増大した。通常の語学訓練を継続しつつ、20,000人以上の隊員に対するベトナム語の訓練が行われた。その多くは、軍事顧問団の「サバイバル」課程における8週間の特別訓練として実施された。1966年から1973年にかけては、テキサス州フォート・ブリス近郊のブリッグス空軍基地において、契約インストラクターを活用したベトナム支部の運営も行われた（後に、国防総省語学学校南西支部と命名された）。ベトナム語教育は、2004年まで続けられた。

### 統合
1970年代、国防総省語学学校の本部およびすべての語学訓練施設は、西海岸支部に統合され、国防総省語学学校外国語センター（Defense Language Institute Foreign Language Center, DLIFLC）へと改称された。（1973年には、新設されたアメリカ陸軍訓練教義コマンド（United States Army Training and Doctrine Command, TRADOC）に管理が一旦委譲されたが、1976年になると、すべての英語訓練業務がアメリカ空軍に再移譲され、今日まで至っている。
1979年、国防総省語学学校外国語センター（DLIFLC）は、アメリカ西部地域私立学校大学協会（Western Association of Schools and Colleges）の認定を取得し、学部長の地位が再確立された。1980年代の初頭、モンテレーが手狭になったため、国防総省語学学校は、2つの支部を一時的に開設した。テキサス州ラックランド空軍基地の空軍下士官兵ロシア語課程の支部（1981年〜1987年）およびサンフランシスコのプレシディオにあった陸軍下士官兵のドイツ語、韓国語、ロシア語およびスペイン語課程の支部（1982年〜1988年）である。このような状況を踏まえ、国防総省語学学校は、プレシディオにおける大規模な施設の拡大を開始した。2002年、学校・大学基準協会（Accrediting Commission for Community and Junior Colleges）が国防総省語学学校を準学士授与機関に認定した。

### 地方行政および公共サービス
1993年春、基地閉鎖および再編（Base Realignment and Closure, BRAC）委員会は、国防総省語学学校の移転または閉鎖に関する提案を認めず、現在の場所でその任務を継続することを勧告した。2005年夏、委員会は、海軍大学院（Naval Postgraduate School）の閉鎖と併せて、その問題を再検討することとなった。閉鎖の理由は、モントレー湾地域の資産価値および生活費用の上昇により、2つの学校をオハイオ州のより土地価格の安い場所に移設すれば、納税者の負担を低減できるというものであった。これに対し、国防総省語学学校の経験豊富な外国語を母国語とする教官たちを入れ替えることは（不可能ではないにしても）困難であるという意見が提出された。サンフランシスコおよびカリフォルニア州のセントラルコーストは、地元の教官の供給源であり、学校の移設は、軍の情報機関にとって大きな痛手となる可能性があったからである。2005年8月8日、モントレーで会合を開いた基地閉鎖および再編委員会は、双方の意見を聴取した。2005年8月25日、委員会は、国防総省語学学校をモントレーの現在の場所に維持することを満場一致で決定した。

## 学校とその周辺環境

### 英語センター
国防総省語学学校英語センターは、アメリカ空軍の第37訓練航空団によって運営される国防総省の機関であり、海外の軍人および軍属に対する英会話教育およびその教官としての訓練を行っている。英語センターは、また、アメリカ軍のための第二言語としての英語プログラムおよび海外における英語教育プログラムを実施している。海外留学生は、国防省庁による保証を得た者でなければならず、通常、NATO（North Atlantic Treaty Organization, 北大西洋条約機構）加盟国の要員が含まれていなければならない。英語センターには、100か国以上の国からの留学生が常時入校している。メインキャンパスは、現在、テキサス州サンアントニオのラックランド空軍基地内にあるサンアントニオ統合基地の敷地内に所在している。英語センターは、海外留学生の英会話能力および母国における英会話教育能力を向上させ、アメリカ軍兵士の第二言語としての英語に関する訓練を実施し、世界各国における英会話訓練プログラムを実施することにより、国防総省の任務達成に寄与している。

### 外国語センター
カリフォルニア州プレシディオ・オブ・モントレーにある国防総省語学学校外国語センターは、国防総省の主要な外国語学校となっている。軍人たちに対する外国語訓練は、短期集中的に実施されており、各課程の教育機関は、24週間から64週間に設定されている 。2001年10月、国防総省語学学校は、すべての基本プログラムの卒業生に対し、外国語に関する文系準学士を授与する連邦政府認可権限を取得した。
学校の資産はすべてアメリカ陸軍の管轄下にあるが、その職員にはアメリカ海軍、アメリカ海兵隊およびアメリカ空軍の要員が配置されており、４つの軍種すべてがその学生を入校させ、その教官を差し出している。軍以外の連邦政府機関および諸外国の軍隊の要員に対する訓練も実施している。また、法執行機関の要員に対するスペイン語の教育も実施している。
2015年現在、アフリカ語を含む数多くの言語がワシントンD.C.の国防総省語学学校外国語センターで教育されており、以下の言語がモントレーにおいて教育されている。
現代標準アラビア語、エジプト系アラビア語、 レバントン系アラビア語 、イラク系アラビア語、中国語（標準）、フランス語、ドイツ語、ヘブライ語、ヒンディー語、インドネシア語、日本語、韓国語、パシュトー語、ペルシャ語、ロシア語、セルビア語/クロアチア語、スペイン語、フィリピン語（タガログ語）、トルコ語、ウルドゥー語

### ワシントン事務局
国防総省語学学校は、ワシントンD.C.地区に国防総省語学学校ワシントン事務局を設置している。ワシントン事務局は、プレシディオ・オブ・モントレーでは行われていない「低密度言語」など、多くの教育陣を必要としない語学教育を行っている。しかしながら、一部の言語については重複しているものもあり、駐在武官要員に対しては、モントレーにおいて実施されている言語についても、ワシントンD.C.において教育が実施されている。
国防総省語学学校ワシントン事務局における英語訓練は、アメリカ国務省の国家外務研修センター（National Foreign Affairs Training Center, NFATC）およびワシントンD.C.地区の首都圏に所在する各外国語学校との契約により実施される。

## 栄誉の殿堂
国防総省語学学校は、2006年11月に行われた国防総省語学学校外国語センターの創立65周年記念式典において、国防総省外国語センターの栄誉の殿堂入りを決定した最初の10人を発表した。国防総省語学学校外国語センターは、毎年5月に新たに殿堂に加えるべき人物を募集している。
国防総省語学学校外国語センターの栄誉の殿堂に加えられている人物
- Air Force Colonel William Fife: Russian basic, 1948
- Air Force Lieutenant Colonel Rick Francona: Vietnamese basic, 1971; Arabic basic, 1974; Arabic intermediate, 1978
- Shigeya Kihara: Instructor of Japanese, 1941–1974
- Army Major General Roland Lajoie: Russian basic, 1968
- Army Specialist Park Young Chae, Korean Counsel General, 10 June 2003
- Air Force Major General Doyle Larson: helped develop the career linguist force within the USAF
- Hugh McFarlane: Russian basic, 1966; Hebrew basic, 1970
- Army Colonel David McNerney: commandant of DLI 1981–1985
- Glenn Nordin: Russian basic, 1950s; Vietnamese Adviser Course, 1966
- Former Department of Defense Secretary and former White House Chief of Staff and Congressman Leon Panetta, became Director of the Central Intelligence Agency on 19 February 2009: championed language education in the military.
- Whitney E. Reed: commandant of the National Cryptologic School 1986–1993; and NSA/CSS deputy director for education and training
- Army Major General James A. Adkins: Russian basic, 1976